# Falkenbergs Tidning
Falkenbergs Tidning était un quotidien suédois, publié à Falkenberg entre 1875 et 1954 ainsi qu'un quotidien gratuit publié à Falkenberg entre 1993 et 2005. Le quotidien gratuit avait aucune affiliation avec l'ancien. Le quotidien était la dominante à Falkenberg pendant la plupart de la période d'émission. Cette position a ensuite été repris par Hallands Nyheter.
Il a été fondé par Axel F. Moller et a été initialement publié dans une édition de 400 copies. Axel a été remplacé en 1876 par August Salmonsson comme rédacteur en chef, mais a continué dans le quotidien. Plus tard, le journal a été repris par Martin Lindgren et il est resté dans sa famille jusqu'en 1945.
Le quotidien devint politiquement conservateur et monta en 1954 dans le Hallands Dagblad, qui était un groupe de Halland journaux conservateurs. Hallands Dagblad a été fermé en 1959. Sa diffusion a diminué par rapport aux années 1930.. Jusque-là, le journal dominant à Falkenberg.